# Münzkabinett
Le Münzkabinett (Cabinet des Monnaies et Médailles) est un musée situé dans le Château de la Résidence de Dresde (Residenzschloss). Il fait partie du complexe des Collections Nationales de Dresde.
Des monnaies, des médailles et des billets d'argent constituent des documents importants de l'Histoire. Une des collections les plus grandes de son genre, le Münzkabinett est d'importance européenne. Il abrite environ 300 000 objets, datant de tous les temps de l’Antiquité jusqu’à nos jours : des monnaies et médailles, et surtout des machines et appareils destinés à la fabrication des monnaies, sans oublier les décorations, les billets d'argent, les titre valeurs historiques et les pièces de monnaie. 
Les monnaies et médailles saxonnes représentant l’histoire de Saxe constituent un des points forts de la collection.